# 霍尔特塞
霍尔特塞（德語：Holtsee）是德国石勒苏益格－荷尔斯泰因州的一个市镇。总面积21.71平方公里，总人口1334人，其中男性646人，女性688人（2011年12月31日），人口密度61人/平方公里。